# Jalisse
Jalisse is een Italiaanse band bestaande uit Alessandra Drusian en Fabio Ricci. Ze leerden zich in 1990 kennen bij een platenfirma in Rome. Alessandra had al enkele zangwedstrijden gewonnen en Fabio had een single uitgebracht met de groep Vox Populi.
Na een tv-show in 1992 ontmoetten ze elkaar weer en besloten ze muzikaal samen te werken, in 1994 ontstond Jalisse, in 1996 namen ze deel aan het San Remo Festival met Liberarmi dat 6de werd in het klassement van de nieuwe namen. In 1997 traden ze aan in de categorie van gevestigde waarden met Fiumi di parole en ze wonnen, ze lieten grote namen als Patty Pravo, Loredana Bertè, Anna Oxa, Fausto Leali, Toto Cutugno en Al Bano achter zich.
Na 3 jaar afwezigheid schreef Italië zich nog eens in voor het Eurovisiesongfestival en besloot om voor het eerst sinds 1972 nog eens zijn San Remo-winnaar te sturen. Omdat Italië het festival niet rechtstreeks uitzond maar een paar uur later zou Jalisse gediskwalificeerd worden in geval van overwinning, die kwam er niet maar de groep eindigde wel 4de. Het was voor lange tijd de laatste Italiaanse deelname op het festival. Sinds 2011 doet het land echter weer mee aan het Eurovisiesongfestival.
In 1999 namen ze een muzikale pauze, het duo dat ook privé nu een duo was dacht aan gezinsplanning.

## Discografie
- Vivo (single, 1995)
- Liberami (single, 1996)
- Fiumi di parole (single, 1997)
- Il cerchio magico del mondo (album, 1997)
- I’ll fly (single, 2000)
- 6 desiderio (single, 2004)
- Siedi e ascolta (album, 2006)